# Качмарек, Джейн
Дже́йн Фрэ́нсис Качма́рек, американское произношение — Казмарек (англ. Jane Frances Kaczmarek; род. 21 декабря 1955 года, Милуоки, Висконсин, США) — американская актриса. Наиболее известна по роли Лоис в телесериале «Малкольм в центре внимания» (2000—2006). Джейн Качмарек является обладательницей премии «Спутник», двукратной обладательницей премии Ассоциации телевизионных критиков, а также многократной номинанткой на премии «Золотой глобус» и «Эмми».

## Ранняя жизнь
Джейн Фрэнсис Качмарек родилась в Милуоки, штат Висконсин, в семье польского происхождения у учительницы Эвелин (в девичестве Грегорска) и работника министерства обороны США Эдварда Качмарек. Качмарек — младшая из четырёх детей. Её братья, Джим и Билл, работали учителем и предпринимателем соответственно. Её сестра, Мэри, работала в интернет-компании. Будущая актриса выросла в Гриндейле, и была воспитана в католической вере. Качмарек изучала театральное искусство в Висконсинском университете в Мадисоне, а позже окончила Йельскую школу драмы.

## Карьера
Качмарек сыграла более 40 телевизионных ролей, наиболее известные из которых включают в себя:
- Лоис — «Малкольм в центре внимания» (2000—2006)
- Судья Харм — «Симпсоны» (2001—2010).
- Миссис Армвуд, учитель Фрэнки Хек по стоматологии — «Бывает и хуже» (2012—2013).
- Доктор Галло — «Теория Большого взрыва» (2016).

## Личная жизнь
15 августа 1992 года Качмарек вышла замуж за актёра Брэдли Уитфорда. В их браке родилось трое детей: дочери Фрэнсис Женевьева (род. январь 1997) и Мэри Луиза (род. 25 ноября 2002) и сын Джордж Эдвард (род. 23 декабря 1999). В июне 2009 года пара подала на развод, который был завершён в 2010 году.

## Фильмография

### Кино
| Год  | Название                        | Оригинальное название | Роль               | Примечания                |
| ---- | ------------------------------- | --------------------- | ------------------ | ------------------------- |
| 1983 | Редкая отвага                   | Uncommon Valor        | Миссис Уилкс       |                           |
| 1984 | Влюблённые                      | Falling in Love       | Энн Рэфтис         |                           |
| 1985 | Парень с небес                  | The Heavenly Kid      | Эмили Барнс        |                           |
| 1985 | Из двери в дверь                | Door to Door          | Кэтрин Холлоуэй    |                           |
| 1988 | Мертв по прибытии               | D.O.A.                | Гейл Корнелл       |                           |
| 1988 | Всё наоборот                    | Vice Versa            | Робин Сеймур       |                           |
| 1989 | Все честно                      | All’s Fair            | Линда              |                           |
| 1996 | Камера                          | The Chamber           | Доктор Энн Биддоуз |                           |
| 1996 | Дико доступная                  | Wildly Available      | Рита Гудман        |                           |
| 1998 | Плезантвиль                     | Pleasantville         | Мама Дэвида        |                           |
| 2016 | Волки у двери                   | Wolves at the Door    | Мэри               |                           |
| 2017 | Калифорнийский дорожный патруль | CHiPs                 | Джейн Линдел       |                           |
| 2018 | 6 шариков                       | 6 Balloons            | Гейл               | На стадии пост-продакшена |

### Телевидение
| Год       | Название                                    | Оригинальное название                    | Роль                                   | Примечания                                        |
| --------- | ------------------------------------------- | ---------------------------------------- | -------------------------------------- | ------------------------------------------------- |
| 1983      | Сент-Элсвер                                 | St. Elsewhere                            | Сэенди Бернс                           | 3 эпизода                                         |
| 1983      | Ремингтон Стил                              | Remington Steele                         | Барбара Трой Дэннон                    | Эпизод: «Altared Steele»                          |
| 1983      | Пугало и миссис Кинг                        | Scarecrow and Mrs. King                  | Пенни                                  | Эпизод: «Always Look a Gift Horse in the Mouth»   |
| 1983—1984 | Бумажная погоня                             | The Paper Chase                          | Конни Леман                            | 8 эпизодов                                        |
| 1984      | Блюз Хилл-стрит                             | Hill Street Blues                        | Офицер Клара Пилски                    | 6 эпизодов                                        |
| 1984      | Кое-что про Амелию                          | Something About Amelia                   | Миссис Холл                            | Телефильм                                         |
| 1985      | Родной город                                | Hometown                                 | Мэри Ньюэлл Эбботт                     | 10 эпизодов                                       |
| 1986      | Рождественский подарок                      | The Christmas Gift                       | Сьюзан                                 | Телефильм                                         |
| 1987      | Я покорю Манхэттен                          | I’ll Take Manhattan                      | Нина Штерн                             | Мини-сериал                                       |
| 1987      | Три короля                                  | The Three Kings                          | Доктор Пола Буле                       | Телефильм                                         |
| 1988      | Американский театр                          | American Playhouse                       | Сьюзан Глэспелл                        | Эпизод: «Journey Into Genius»                     |
| 1989      | Спунер                                      | Spooner                                  | Гейл Арчер                             | Телефильм                                         |
| 1990—1991 | Закон для всех                              | Equal Justice                            | Линда Бауэр                            | 22 эпизода                                        |
| 1993      | Большая волна Дэйва                         | Big Wave Dave’s                          | Карен Фишер                            | 6 эпизодов                                        |
| 1994      | Монти                                       | Monty                                    | Никерсон                               | Эпизод: «Wild, Wild Willy and His O.K. Corral»    |
| 1994      | Закон и порядок                             | Law & Order                              | Дженет Радмен                          | Эпизод: «Censure»                                 |
| 1994      |                                             | ABC Afterschool Specials                 | Мэри Рид                               | Эпизод: «Boys Will Be Boys»                       |
| 1994      | Закон Лос-Анджелеса                         | L.A. Law                                 | Адвокат Гершонвуд                      | Эпизод: «Whose San Andreas Fault Is It, Anyways?» |
| 1994      | Без предупреждения                          | Without Warning                          | Доктор Кэролайн Джаффе                 | Телевидение                                       |
| 1995      | Застава фехтовальщиков                      | Picket Fences                            | Дженис Найман                          | Эпизод: «Heroes and Villains»                     |
| 1995—1999 | Нас пятеро                                  | Party of Five                            | Хелен Томпсон                          | 3 эпизода                                         |
| 1996      | Прикосновение ангела                        | Touched by an Angel                      | Бонни Белл                             | Эпизод: «Out of the Darkness»                     |
| 1996      |                                             | ABC Afterschool Specials                 | Нэнси Гэллахер                         | Эпизод: «Educating Mom»                           |
| 1996      | Аполлон-11                                  | Apollo 11                                | Джен Армстронг                         | Телефильм                                         |
| 1996—1997 | Сибилл                                      | Cybill                                   | Холли                                  | 5 эпизодов                                        |
| 1996—1997 | Фрейзер                                     | Frasier                                  | Морин Катлер                           | 2 эпизода                                         |
| 1997      | Практика                                    | The Practice                             | Памела Бойд                            | 2 эпизода                                         |
| 1999      | Фелисити                                    | Felicity                                 | Кэрол Андерсон                         | 5 эпизодов                                        |
| 2000—2006 | Малкольм в центре внимания                  | Malcolm in the Middle                    | Лоис                                   | 146 эпизодов, главная роль                        |
| 2000—2001 | Симпсоны                                    | The Simpsons                             | Судья Констанс Харм                    | 8 эпизодов, озвучка                               |
| 2006—2007 | Помоги мне, помоги себе                     | Help Me Help You                         | Энн Хоффман                            | 6 эпизодов                                        |
| 2008—2009 | Адвокатская практика                        | Raising the Bar                          | Судья Труди Кесслер                    | 23 эпизода                                        |
| 2010      | Возрождение Офелии                          | Reviving Ophelia                         | Мари                                   | Телефильм                                         |
| 2011      | Уилфред                                     | Wilfred                                  | Беш                                    | Эпизод: «Pride»                                   |
| 2011—2012 | Уитни                                       | Whitney                                  | Кэнди                                  | 3 эпизода                                         |
| 2012—2013 | Бывает и хуже                               | The Middle                               | Сэнди Армвуд                           | 2 эпизода                                         |
| 2012—2013 | Джейк и пираты Нетландии                    | Jake and the Never Land Pirates          | Красная Джессика                       | 11 эпизодов, озвучка                              |
| 2013      | Закон и порядок: Специальный корпус         | Law & Order: Special Victims Unit        | окружной прокурор Пэм Джеймс           | Эпизод: «Beautiful Frame»                         |
| 2013      | Во все тяжкие                               | Breaking Bad                             | Лоис (из «Малкольм в центре внимания») | Эпизод: «Felina» (альтернативная концовка)        |
| 2014      | Мы и они                                    | Us & Them                                | Пэм                                    | 7 эпизожов                                        |
| 2014      | Маккарти                                    | The McCarthys                            | Айлин                                  | Эпизод: «Sister Act»                              |
| 2014—2017 | Дом игр                                     | Playing House                            | Гвен Кроуфорд                          | 7 эпизодов                                        |
| 2015      | Успех в Голливуде, Флорида                  | Big Time in Hollywood, FL                | Доктор Мур                             | 2 эпизода                                         |
| 2015      | Супергерой на полставки                     | Penn Zero: Part-Time Hero                | Тренер Джекм                           | Эпизод: «Ultrahyperball», озвучка                 |
| 2016      | Теория Большого взрыва                      | The Big Bang Theory                      | Доктор Гэллоу                          | Эпизод: «The Sales Call Sublimation»              |
| 2016      | Руководство по выживанию от Купера Барретта | Cooper Barrett’s Guide to Surviving Life | Синди Бэрретт                          | Эпизод: «How to Survive Your Parents' Visit»      |

## Награды и номинации
| Год  | Премия                                   | Номинация                                                        | Название работы            | Результат |
| ---- | ---------------------------------------- | ---------------------------------------------------------------- | -------------------------- | --------- |
| 2001 | «Золотой глобус»                         | Лучшая женская роль в телевизионном сериале — комедия или мюзикл | Малкольм в центре внимания | Номинация |
| 2002 | «Золотой глобус»                         | Лучшая женская роль в телевизионном сериале — комедия или мюзикл | Малкольм в центре внимания | Номинация |
| 2003 | «Золотой глобус»                         | Лучшая женская роль в телевизионном сериале — комедия или мюзикл | Малкольм в центре внимания | Номинация |
| 2000 | Премия «Эмми»                            | Лучшая актриса комедийного сериала                               | Малкольм в центре внимания | Номинация |
| 2001 | Премия «Эмми»                            | Лучшая актриса комедийного сериала                               | Малкольм в центре внимания | Номинация |
| 2002 | Премия «Эмми»                            | Лучшая актриса комедийного сериала                               | Малкольм в центре внимания | Номинация |
| 2003 | Премия «Эмми»                            | Лучшая актриса комедийного сериала                               | Малкольм в центре внимания | Номинация |
| 2004 | Премия «Эмми»                            | Лучшая актриса комедийного сериала                               | Малкольм в центре внимания | Номинация |
| 2005 | Премия «Эмми»                            | Лучшая актриса комедийного сериала                               | Малкольм в центре внимания | Номинация |
| 2007 | Премия «Эмми»                            | Лучшая актриса комедийного сериала                               | Малкольм в центре внимания | Номинация |
| 2001 | Премия «Спутник»                         | Лучшая женская роль в телевизионном сериале — комедия или мюзикл | Малкольм в центре внимания | Номинация |
| 2003 | Премия «Спутник»                         | Лучшая женская роль в телевизионном сериале — комедия или мюзикл | Малкольм в центре внимания | Победа    |
| 2001 | Премия Гильдии киноактёров США           | Лучшая женская роль в комедийном сериале                         | Малкольм в центре внимания | Номинация |
| 2003 | Премия Гильдии киноактёров США           | Лучшая женская роль в комедийном сериале                         | Малкольм в центре внимания | Номинация |
| 2000 | Премия Ассоциации телевизионных критиков | За личные достижения в комедии                                   | Малкольм в центре внимания | Победа    |
| 2001 | Премия Ассоциации телевизионных критиков | За личные достижения в комедии                                   | Малкольм в центре внимания | Победа    |